# Games people play (Joe South)
Games people play is een lied geschreven door Joe South. Hij nam het zelf als eerste op. De titel van het nummer voert terug op het boek met dezelfde titel (Nederlandse titel:  Mens erger je niet) van Eric Berne, waarin hij schrijft over “spelletjes” die mensen onderling spelen bij/in hun interactie. Haat, hypocrisie, onmenselijkheid en intolerantie komen voorbij. South zette zich daartegen af. Het lied vertoont qua melodie enige gelijkenis met Tit galop pour mamou uit de Cajunstreek en gespeeld door Balfa Brothers. Nadat South zijn single uitgebracht kwam dat lied ook opnieuw in de belangstelling.

## Joe South
South nam het op voor zijn album Introspect. Opvallend aan Souths versie is het gebruik van een elektrische sitar, destijds nog ongebruikelijk, die tegen een achtergrond van strijkinstrumenten, orgel en koperblazers te horen is, juist in de mode toen.

## Hitnotering
De single haalde in twaalf weken tijd de twaalfde plaats in de Billboard Hot 100. In het Verenigd Koninkrijk scoorde het een zesde plaats in elf weken tijd in de Top 50. Het bleef zijn enige single in die top 50.

### Nederlandse Top 40
| Positie: | 40 | 18 | 11 | 12 | 22 | 31 | uit |

### NederlandseDaverende 30
| Positie: | 19 | 8 | 11 | 16 | uit |

### BelgischeBRT Top 30
Deze hitlijst was er nog niet.

### VlaamseVoorloper Ultratop 30
| Positie: | 16 | 19 | uit |

### NPO Radio 2 Top 2000
| Nummer met noteringen in de NPO Radio 2 Top 2000 | '99  | '00  |
| ------------------------------------------------ | ---- | ---- |
| Games People Play                                | 1941 | 1883 |

1. ↑  Een vetgedrukt getal geeft de hoogste notering aan.
2. ↑  Deze tabel is bijgewerkt tot en met de laatste editie (2024).

## Covers
Anno 2014 zijn er meer dan vijftig covers bekend, waarbij de nadruk toch wel ligt op de beginjaren zeventig. De uitvoerende artiesten zijn daarbij niet in een bepaald genre terug te vinden. Zo zijn er versies bekend van Billie Jo Spears en Ike & Tina Turner. Die laatste combinatie is opvallend omdat later bekend werd dat binnen hun relatie het thema van Games people play tot in het extreme werd doorgevoerd. Bij de internationale artiesten werd de tekst nog soms vertaald; er is een Franse versie (Jeux dangereux), Italiaanse versie (Avevo una bambola), een Deense versie (Det er noget vi ska' lege) en Finse versie (Leikit ihmisten) bekend.
De bekendste cover is die van de Jamaicaanse reggaeband Inner Circle uit 1994. Deze cover was vooral succesvol in het Duitse en Nederlandse taalgebied. In Nederland was de plaat in week 27 van 1994 Alarmschijf op Radio 538 en werd ook veel gedraaid op Radio 3FM. De plaat bereikte de 8e positie in zowel de Nederlandse Top 40 als in de destijds nieuwe publieke hitlijst op Radio 3FM, de Mega Top 50.
In België bereikte de single de 12e positie in de Vlaamse Ultratop 50 en de de 10e positie in de Vlaamse Radio 2 Top 30.